# Mihai Opriș (arhitect)
Mihai Opriș (n. 1948, Timișoara, România) este un arhitect și cercetător în arhitectură român. Rezultatele cercetărilor sale au condus la dezvoltarea istoriografiei dezvoltării urbane a Timișoarei. Locuiește în Soest, Germania.

## Biografie
După absolvirea Liceului Nikolaus Lenau din Timișoara, Mihai Opriș a urmat cursurile Universității de Arhitectură și Urbanism Ion Mincu din București. În 1988 a emigrat în Germania. Din 2007 a reluat colaborarea cu Primăria Municipiului Timișoara și alte organizații pentru reabilitarea cartierelor istorice ale orașului.

## Activitate
După finalizarea studiilor de arhitectură, și-a concretizat preocupările printr-un studiu publicat în 1974, intitulat Evoluția principiilor și metodelor de sistematizare a orașului Timișoara din secolul XVIII până în secolul XX. Studiul sublinia importanța descoperirii rămășițelor vechilor fortificații pentru a putea proiecta fundațiile noilor clădiri, având ca motto: „Fundațiile pentru clădiri noi nu pot fi construite peste ziduri istorice îngropate în pământ”.
Din 1974 a lucrat o perioadă la Institutul de Proiectare din Timișoara, IPROTIM. Aici a fost desemnat să cartografieze exact rămășițele istorice ascunse sub orașul Timișoara, utilizând planuri topografice actualizate. În urma unor cercetări detaliate în arhive, a reușit să suprapună pe planurile moderne etapele istorice de dezvoltare a orașului, rezultatele fiind publicate în mai multe articole de specialitate în revista Arhitectura.
Între 1977 si 1978 a fost asistentul lui Hans Fackelmann la Catedra de Arhitectură din cadrul Institutului Politehnic „Traian Vuia” Timișoara, iar ulterior a fost profesor la la Institutul de Arhitectură „Ion Mincu” din București.
După 1978, Mihai Opriș a început cercetarea unei colecții de planuri istorice ale cetății Timișoara, păstrate în Muzeul Militar Național din București. De asemenea, a obținut copii ale planurilor din Arhiva de Stat Austriacă, prin intermediul surorii sale stabilite în Germania. Aceste studii au fost publicate într-o nouă serie de articole și au fost sintetizate în volumul Timișoara mică monografie urbanistică (1987).
După ce s-a stabilit în Germania, la sfârșitul anilor 1980, Opriș a continuat cercetările în arhive internaționale, fiind sprijinit, după 1996, de arhitectul-șef al Timișoarei, Radu Radoslav. În urma noilor descoperiri, el a relevat anumite aspecte ale istoriei urbanistice a orașului, publicând în 2007 volumul Timișoara Monografie Urbanistică. Descoperiri recente care au impus corectarea istoriei urbanistice a Timișoarei, sprijinit de Primăria Municipiului Timișoara.
Înainte de cercetările sale se considera că cetatea a fost doar cea descrisă de Johann Preyer în lucrarea sa, Monographie der königlichen Freistadt Temesvár (în română Monografia orașului liber crăiesc Timișoara). Preyer a indicat data de 25 aprilie 1723 ca data așezării și sfințirii pietrei de temelie a fortificațiilor de către superiorul iezuiților, iar fortificațiile în sine erau formate din cele 9 bastioane și curtina dintre ele. Opriș a stabilit că pentru planurile fortificațiilor au existat diferite propuneri în toată perioada anilor 1720, planurile stabilizându-se spre sfârșitul acestei perioade. Pe un plan din 1732 este specificat explicit că lucrările efective au început abia în 1732.
De asemenea, a corectat istoriografia secolului al XVIII-lea privind momentele construcțiilor. Astfel, atestarea documentară privind o cazarmă construită în 1719 nu se referea la Cazarma Cazematată deoarece aceasta nu apare pe planul din 1722, ci doar pe cel din 1724. Conform planurilor, a fost construită între 1727–1729, inițial doar partea centrală.
Tot el a stabilit că în lucrările publicate înainte de 1974 era o confuzie între Palanca Mare, Palanca Mică și actualele cartiere Iosefin, Elisabetin și Mehala. Planurile din epocă indică faptul că palăncile erau mult mai apropiate de cetatea turcească decât cartierele Iosefin și Mehala — înființate abia în 1744 — și Elisabetin  — înființat abia în 1750. Anterior pe amplasamentul Elisabetinului existau doar trei proprietăți cunoscute sub numele de Maierele Vechi, iar celelalte cartiere erau complet nelocuite. De asemenea, Palanca Mare nu se suprapunea peste cartierul Fabric, zonele lor abia se atingeau tangențial.

## Onoruri
În 2015, Registrul Urbaniștilor din Romania i-a acordat lui Mihai Opriș Diploma de Excelență pentru contribuția sa la cunoașterea dezvoltării urbanistice a Municipiului Timișoara.

## Cărți publicate
- Timișoara: Mică monografie urbanistică, București: Editura Tehnică, 1987
- Timișoara. Monografie urbanistică, vol. I, Editura BrumaR, 2007, ISBN: 978-973-602-245-6
- Arhitectura istorică din Timișoara, împreună cu Mihai Botescu, Timișoara: Editura Tempus, 2014, ISBN: 978-973-1958-28-6